# عبد الله الكاليسي
عبد الله الكاليسي (مواليد 7 يناير 1996) هو لاعب كرة قدم عراقي يلعب في مركز المهاجم لصالح أوكلاند سيتي.

## الحياة المبكرة
وُلد الكاليسي في عام 1996 في العراق. نشأ في أوكلاند، نيوزيلندا. بدأ لعب كرة القدم في سن العاشرة.

## المسيرة الكروية
في عام 2017، وقع الكاليسي مع فريق نيوزيلندا تاسمان يونايتد. وُصف بأنه كان في "حالة جيدة مع قادة دوري ISPS Handa Premiership في بداية الموسم".

## المسيرة الدولية
تم استدعاء الكاليسي لتمثيل العراق دوليًا على مستوى الشباب. تم استدعاؤه لأول مرة إلى منتخب العراق تحت 23 سنة لكرة القدم في عام 2017.

## الحياة الشخصية
حصل الكاليسي على الجنسية النيوزيلندية. عمل كمسؤول للتنوع والشمول. وهو الشقيق الأكبر للاعب كرة القدم العراقي يوسف الكاليسي.